# Kongolo (territorium)
Kongolo är ett territorium i Kongo-Kinshasa. Det ligger i provinsen Tanganyika, i den centrala delen av landet, 1 300 km öster om huvudstaden Kinshasa. Antalet invånare är 670 931. Arean är 13 408 kvadratkilometer.